# Michiru Hoshino
Pour les articles homonymes, voir Hoshino.
 Michiru Hoshino  (星野 みちる, Hoshino Michiru, alias Michiru, née le 19 novembre 1985 à Chiba, Japon) est une chanteuse, auteur-interprète. Elle débute en 2005 comme idole japonaise avec le groupe de J-pop AKB48 (Team A), qu'elle quitte en juin 2007 pour poursuivre une carrière en solo. Elle interprète anonymement peu après la chanson Boku no Hana, thème (aux deux sens du terme) du film Densen Uta (alias The Suicide Song), sous le pseudonyme "Michiko Goi". Elle sort en 2009 en tant que Michiru Hoshino un mini-album de sept titres. Elle adopte en juillet 2010 le nouveau nom de scène Michiru, écrit en romaji.

## Discographie
Single
- 2007.08.22 : Boku no Hana (僕の花?) (en tant que "Michiko Goi" (五井道子?))

Album
- 2009.04.25 : Sotsugyō (卒業?) (en tant que "Michiru Hoshino")